# Paspalidium basicladum
Paspalidium basicladum är en gräsart som beskrevs av Dorothy Kate Hughes. Paspalidium basicladum ingår i släktet Paspalidium och familjen gräs. Inga underarter finns listade i Catalogue of Life.